# Dağçiftliği, Mucur
Dağçiftliğiköyü là một xã thuộc huyện Mucur, tỉnh Kırşehir, Thổ Nhĩ Kỳ. Dân số thời điểm năm 2010 là 135 người.